# Club des sports de Megève
Le Club des sports de Megève est un club omnisports français dont la section hockey sur glace (Megève Hockey Club) est surnommée les Boucs de Megève.
Le club est champion de France en 1984.
Le club est associé en élite au club des Aigles de Saint-Gervais au sein de l'association Mont-Blanc Hockey Club.
Il est créé une première fois en 1987 afin de pourvoir rivaliser avec les grandes villes françaises dont les clubs commencent à contester la suprématie des Alpes, en particulier devant la montée en puissance des Français Volants.
Les Aigles du Mont-Blanc ont évolué en première division pendant trois saisons (1986-1987 à 1988-1989) et remporté le titre les deux premières (1987 et 1988).
En 1989, les deux clubs décident d'arrêter leur association, qui se révèle peu intéressante pour leur public et coute cher aux municipalités.
Les deux clubs décident de fusionner à nouveau en 2002.

## Palmarès

### Coupe Magnus
- Championnat de France : 1984

| Saison | Vainqueur       | Vice-champion       | Équipes | Nom         | Formule                                             |
| ------ | --------------- | ------------------- | ------- | ----------- | --------------------------------------------------- |
| 1984   | Boucs de Megève | Aigles bleus de Gap | 12      | Nationale A | Poule unique (22 matchs) puis poule à 8 (14 matchs) |

Équipe championne de France en 1984 :
- Jean-Michel Boan
- Luc Baud
- Franck Pajonkowski
- Fréderic Pellissier
- Paulin Bordeleau
- Philippe Bozon
- Serge Djelloul
- Patrick Foliot
- Michel Lussier
- Michel Petitjean
- Roger Favre
- Dominique Joly-Pottuz
- Jean-Michel Durand
- Frédéric Favre
- Philippe Lapetrousa
- Marc Djelloul
- André Jaccaz
- André Allard

### Autres compétitions nationales
- Championnat de France de D1 : 1974

## Logo